# Leith Brodie
Leith Brodie (ur. 16 lipca 1986 w Kempsey) - były australijski pływak, specjalizujący się głównie w stylu zmiennym i dowolnym.
Dwukrotny brązowy medalista Igrzysk Olimpijskich z Pekinu w sztafetach 4 x 100 i 4 x 200 m stylem dowolnym (oprócz tego 14. miejsce na 200 m stylem zmiennym).
Brązowy medalista mistrzostw świata z Montrealu w sztafecie 4 x 100 m stylem dowolnym. 2-krotny brązowy medalista Igrzysk Wspólnoty Brytyjskiej, 3-krotny brązowy medalista Mistrzostw Pacyfiku. 